# 深圳市福田区红岭中学（红岭教育集团）
深圳市红岭中学创办于1981年，2015年深圳市福田区成立深圳红岭教育集团，是广东省深圳市福田区的公办基础教育集团。

## 历史

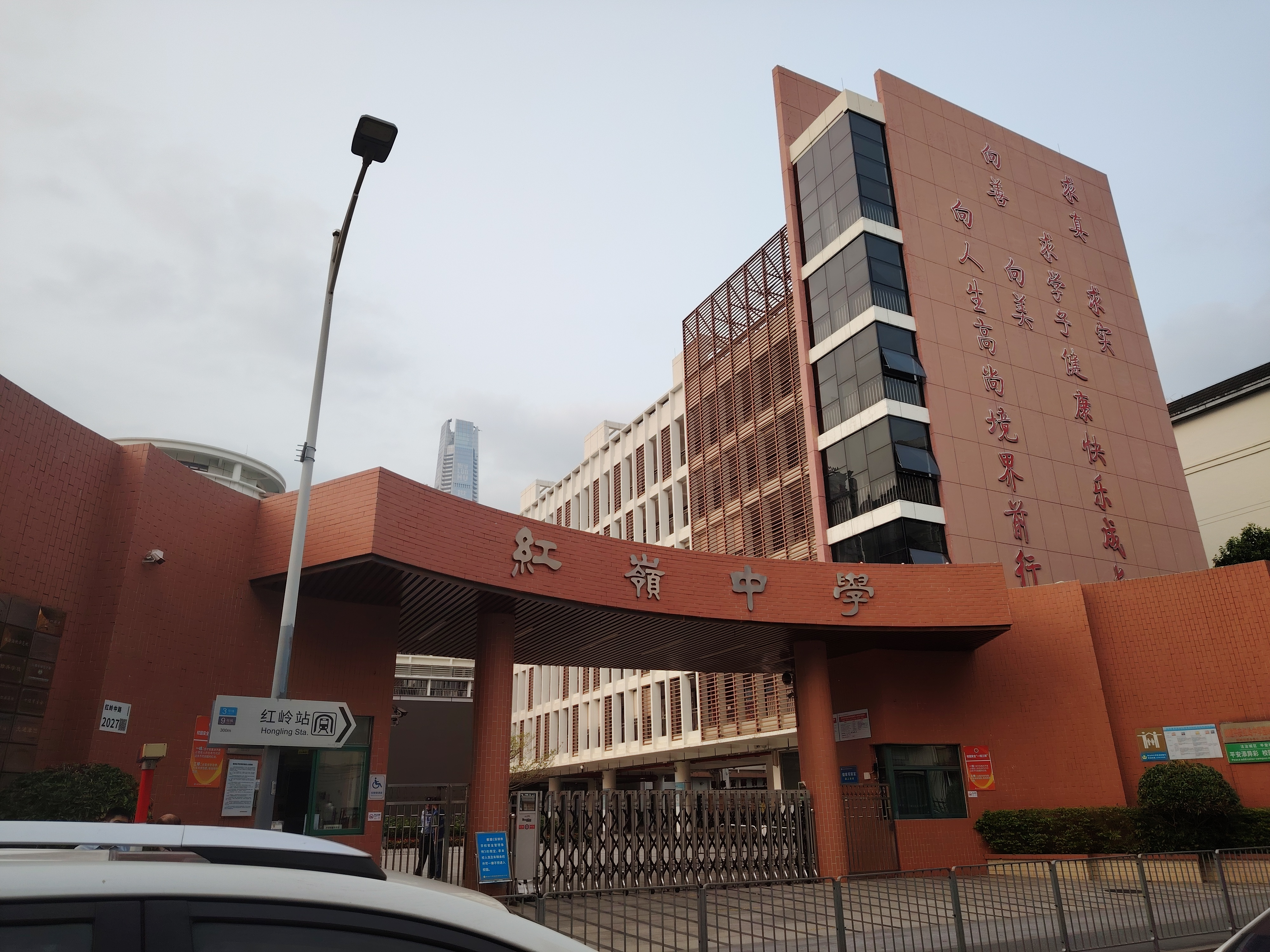
红岭中学园岭初中部，是学校的创始地

1981年，深圳市第三中学在福田区园岭九街（现园岭初中部）成立，是深圳经济特区成立后的第一所公办中学。
1984年，深圳市第三中学更名为深圳市红岭中学。
1988年，深圳市红岭中学由市属学校划为福田区属学校。
2001年，深圳市红岭中学成为广东省一级学校。
2004年，深圳市红岭中学成立石厦分校（现石厦初中部）。
2006年，9月，深圳市红岭中学新高中部投入使用，实现初、高中分离办学，石厦分校成为石厦初中部。
2012年，9月，福田在南华中学老校区开办初级中学，成为红岭中学南园部。
2014年，6月，福田区竹林中学并入红岭中学，成为红岭中学竹林初中部。
2015年，4月，在红岭中学五个校区的基础上成立深圳红岭教育集团，设立红岭教育集团理事会，引入红岭教育基金会，原深圳大学校长章必功被聘为红岭教育集团理事会理事长。
2016年，9月，深圳市福田区与万科教育发展基金会联合签署推进红岭教育集团改革创新战略合作框架协议。
2017年，8月，深圳市福田区与大鹏新区签署教育合作框架协议，建立红岭教育集团大鹏校区；竹林初中部退出红岭教育集团，成为福田区教育科学研究院附属中学。
2019年，9月，红岭教育集团南园部搬迁至深康校区，原南园部校址移交至南园小学；10月，红岭实验小学正式开办，系红岭教育基金会与万科集团合作共建的未来学校。
2021年，2月，福田区科技中学、上沙中学、上沙小学、景秀小学纳入红岭教育集团管理，福田区科技中学更名为红岭教育集团科技中学，福田区上沙中学、上沙小学合并为九年一贯制学校，更名为红岭实验学校，福田区景秀小学更名为红岭教育集团科技小学；大鹏校区启动建设，将建设36班初中和36班高中的完全中学。
2022年，4月，深圳市大鹏新区教育和卫生健康局与深圳市福田区教育局签订合作办学协议，在大鹏华侨中学基础上正式成立深圳市红岭教育集团大鹏华侨中学（暂定）；7月，福田区新洲中学纳入红岭教育集团管理，更名为红岭实验学校（新洲）。
2023年，9月，红岭教育集团大鹏华侨中学开学，是红岭教育集团首个在福田区外办学的校部；福田区华富小学、华富中学纳入红岭教育集团管理，其中华富小学更名为华富实验学校；红岭科技中学、红岭科技小学则退出红岭教育集团，改由福田外国语教育集团管理。

## 学校架构

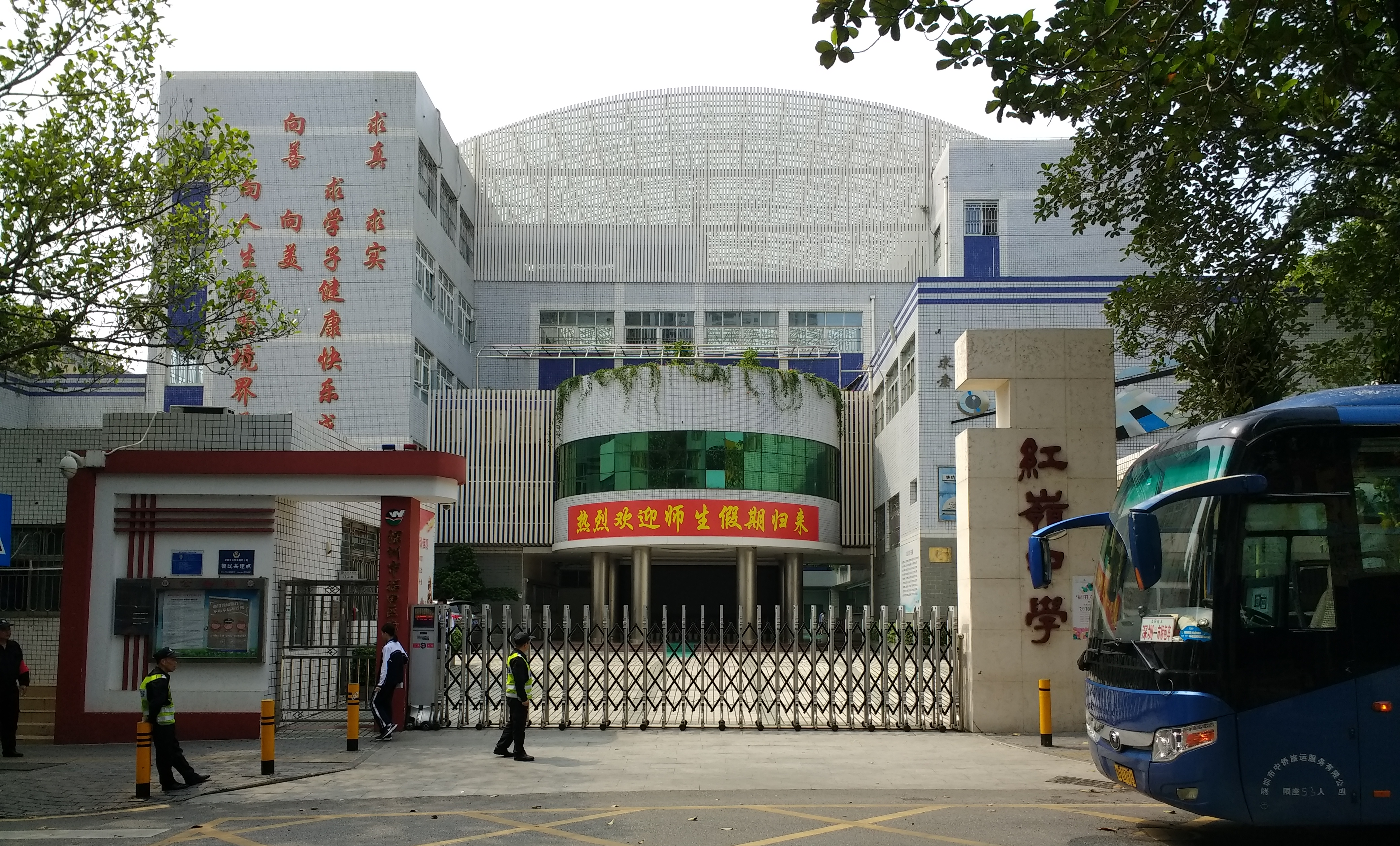
原红岭教育集团南园部（现南园小学分部）

截至2023年，深圳市红岭中学（红岭教育集团）拥有“一校十部”。

### 现有校部
| 校部名称             | 学校类型       | 成立时间                                                              | 地址                          | 备注                                                                                   |
| -------------------- | -------------- | --------------------------------------------------------------------- | ----------------------------- | -------------------------------------------------------------------------------------- |
| 高中部               | 高级中学       | 2006年9月                                                             | 深圳市福田区安托山九路3号     |                                                                                        |
| 园岭初中部           | 初级中学       | 1984年                                                                | 深圳市福田区红岭中路2027号    | 创始校区，一度叫做“初中部”                                                             |
| 石厦初中部           | 初级中学       | 2004年                                                                | 深圳市福田区福强路石厦三街2号 |                                                                                        |
| 深康学校             | 九年一贯制学校 | 2019年9月                                                             | 深圳市福田区侨香二道66号      | 原红岭教育集团南园部                                                                   |
| 红岭实验小学         | 小学           | 2019年10月                                                            | 深圳市福田区侨香四道22号      | 与万科集团合作共建                                                                     |
| 红岭实验学校（上沙） | 九年一贯制学校 | 上沙小学成立：1999年 上沙中学成立：2005年 两校合并加入集团：2021年2月 | 深圳市福田区福荣路52号        | 原福田区上沙中学、上沙小学                                                             |
| 大鹏华侨中学         | 完全中学       | 大鹏华侨中学成立：1957年 加入集团：2022年4月                          | 深圳市大鹏新区迎宾南路8号     | 主管部门为大鹏新区教育和卫生健康局，委托红岭教育集团管理，同时也是鹏城教育集团的牵头校 |
| 红岭实验学校（新洲） | 初级中学       | 新洲中学成立：1995年 加入集团：2022年7月                              | 深圳市福田区新洲五街60号      | 原福田区新洲中学                                                                       |
| 华富实验学校         | 九年一贯制学校 | 华富小学成立：1989年 加入集团：2023年9月                              | 深圳市福田区华富路华富二街8号 | 原福田区华富小学                                                                       |
| 华富中学             | 初级中学       | 华富中学成立：1993年 加入集团：2023年9月                              | 深圳市福田区梅岗路7号         | 原福田区华富中学                                                                       |

### 原有校部
| 校部名称   | 学校类型       | 加入集团时间 | 撤销时间  | 地址                       | 后续发展                                                       | 备注                         |
| ---------- | -------------- | ------------ | --------- | -------------------------- | -------------------------------------------------------------- | ---------------------------- |
| 南园部     | 九年一贯制学校 | 2012年9月    | 2019年9月 | 深圳市福田区安托山九路3号  | 南园部已搬迁至深康校区，原校址移交至南园小学                   |                              |
| 竹林初中部 | 初级中学       | 2014年6月    | 2017年8月 | 深圳市福田区竹子林四路     | 原校址成立福田区教育科学研究院附属中学                         | 原福田区竹林中学             |
| 科技中学   | 初级中学       | 2021年2月    | 2024年9月 | 深圳市福田区景田北一街29号 | 更名为深圳市福田区外国语学校（景秀），由福田外国语教育集团管理 | 原福田区科技中学（景秀中学） |
| 科技小学   | 小学           | 2021年2月    | 2024年9月 | 深圳市福田区景田北一街28号 | 更名为深圳市福田区外国语小学（景秀），由福田外国语教育集团管理 | 原福田区景秀小学             |